# 北海道道536号剣淵原野士別線
北海道道536号剣淵原野士別線（ほっかいどうどう536ごう けんぶちげんやしべつせん）は、北海道上川郡剣淵町と士別市を結ぶ一般道道（北海道道）である。

## 概要

### 路線データ
- 起点：北海道上川郡剣淵町藤本町（北海道道293号温根別剣淵停車場線交点）
- 終点：北海道士別市大通西15丁目・16丁目（国道40号交点）
- 路線延長：7.6 km

## 歴史
- 1966年（昭和41年）3月31日 路線認定[1]。

## 地理

### 通過する自治体
- 上川総合振興局
  - 上川郡剣淵町
  - 士別市

### 交差する道路
剣淵町
- 北海道道293号温根別剣淵停車場線 - 藤本町（起点）

士別市
- 国道40号 - 大通西15丁目・16丁目（終点）

### 沿線にある施設など
士別市
- JR北海道 宗谷本線 士別駅 - 西3条8丁目